# Гранд-Ейкерс (Техас)
Гранд-Ейкерс (англ. Grand Acres) — переписна місцевість (CDP) в США, в окрузі Камерон штату Техас. Населення — 49 осіб (2010).

## Географія
Гранд-Ейкерс розташований за координатами 26°14′33″ пн. ш. 97°49′45″ зх. д. / 26.24250° пн. ш. 97.82917° зх. д. (26.242420, -97.829148).  За даними Бюро перепису населення США в 2010 році переписна місцевість мала площу 1,19 км², уся площа — суходіл.

## Демографія
Згідно з переписом 2010 року, у переписній місцевості мешкало 49 осіб у 18 домогосподарствах у складі 14 родин. Густота населення становила 41 особа/км².  Було 20 помешкань (17/км²).
Расовий склад населення:
| - 93,9 % — білих - 2,0 % — корінних американців - 4,1 % — осіб інших рас |

До двох чи більше рас належало 0,0 %. Частка іспаномовних становила 100,0 % від усіх жителів.
За віковим діапазоном населення розподілялося таким чином: 16,3 % — особи молодші 18 років, 61,3 % — особи у віці 18—64 років, 22,4 % — особи у віці 65 років та старші. Медіана віку мешканця становила 39,5 року. На 100 осіб жіночої статі у переписній місцевості припадало 88,5 чоловіків;  на 100 жінок у віці від 18 років та старших — 95,2 чоловіків також старших 18 років.